# Calamactis
Calamactis is een geslacht van zeeanemonen uit de klasse van de Anthozoa (bloemdieren).

## Soort
- Calamactis praelonga of Calamactis praelongus Carlgren, 1951